# Platytainia maculata
Platytainia maculata là một loài ruồi trong họ Tachinidae.